# إدغار سيدني ليتل
إدغار سيدني ليتل (بالإنجليزية: Edgar Sydney Little)‏ هو سياسي كندي، ولد في 5 نوفمبر 1885، وتوفي في 23 ديسمبر 1943. حزبياً، نشط في الحزب الليبرالي الكندي. وقد انتخب عضو مجلس الشيوخ الكندي.